# Manitoba
Il Manitoba è una provincia del Canada occidentale, nelle Praterie canadesi, il cui capoluogo è Winnipeg. È confinante a nord con il Nunavut, a nord-est con la Baia di Hudson, a est con l'Ontario, a ovest con il Saskatchewan e a sud con gli stati statunitensi del Nord Dakota e del Minnesota. La provincia del Manitoba è entrata a far parte della Confederazione canadese il 15 luglio 1870.
Il Manitoba ha una superficie di 647797 km². L'altitudine va dal livello del mare sulla Baia di Hudson, agli 832 m del monte Baldy. Gran parte del territorio del Manitoba è incluso nello Scudo canadese. Nel 2001 il Manitoba contava 1 150 000 abitanti, di cui l'89% anglofoni e il resto suddivisi tra francofoni e amerindi.
Conosciuto nel mondo per l'alta qualità delle farine prodotte che, avendo un indice di forza molto alto, risultavano particolarmente adatte alla panificazione. Il termine manitoba è ormai divenuto sinonimo in Italia di farina forte qualsiasi sia il luogo di produzione. Simboli della provincia sono un uccello e un fiore: il grande gufo grigio (Strix nebulosa), e l'anemone pulsatilla. Come scritto sotto lo stemma, il motto del Manitoba è Gloriosus et Liber.

## Geografia

### Geografia fisica

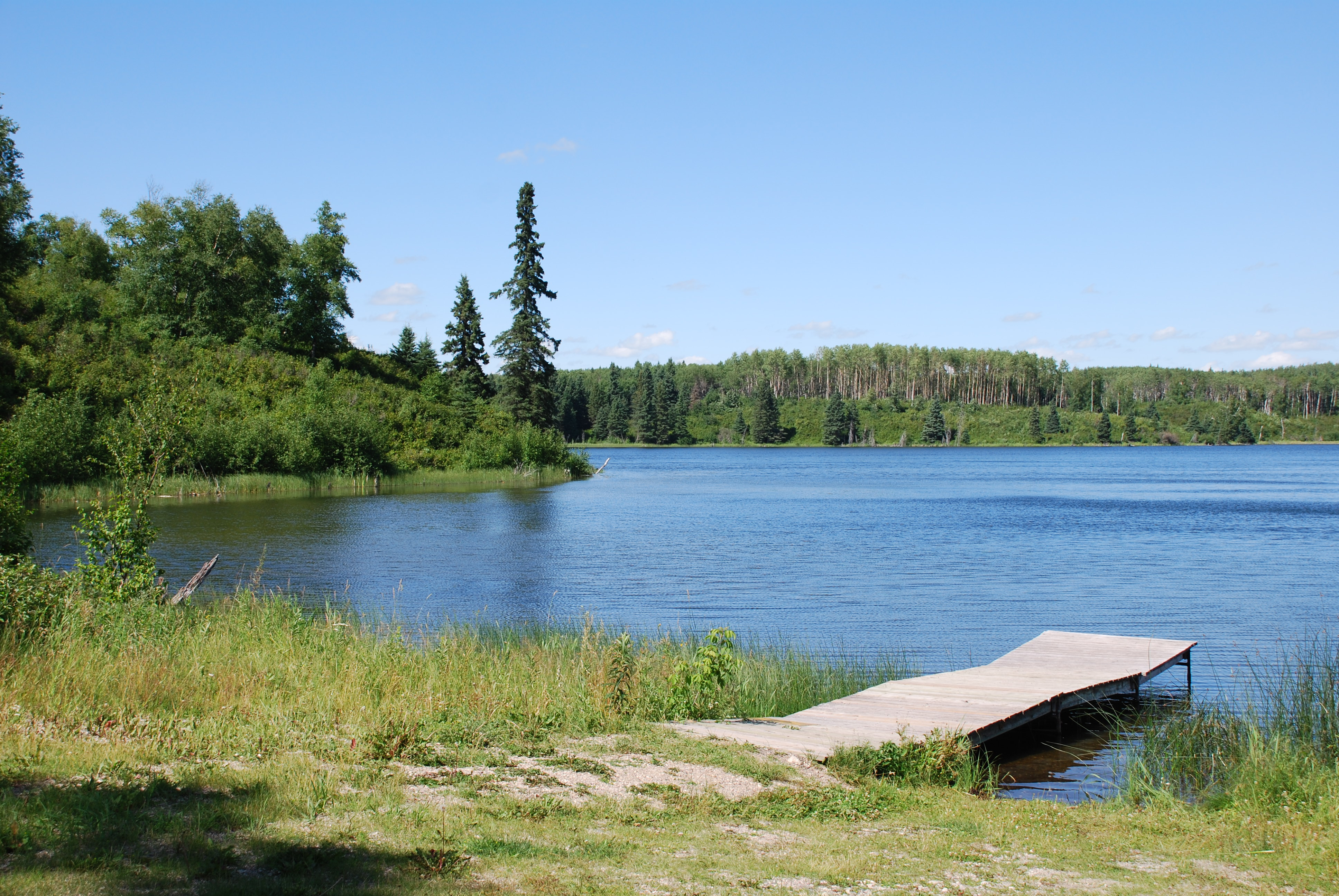
Lago in Manitoba

Longitudinalmente il Manitoba è situato nella parte centrale del Canada, anche se viene considerato parte del Canada occidentale. Confina a ovest con il Saskatchewan, a est con l'Ontario, a nord con Nunavut, affacciandosi sulla Baia di Hudson, a sud con gli stati americani del Nord Dakota e Minnesota.
La provincia ha una lunga costa lungo la Baia di Hudson, e contiene il decimo lago d'acqua dolce più grande del mondo, il Lago Winnipeg, assieme ad altri due grandi bacini: il Lago Manitoba e il Lago Winnipegosis. I laghi del Manitoba coprono circa il 14,5% (94241 km²) della sua superficie provinciale. Il Lago Winnipeg è il lago più grande del Canada meridionale contenuto totalmente all'interno dei suoi confini. Sul lago si trovano molte isole disabitate. Ci sono migliaia di laghi di tutta la provincia, oltre a importanti corsi d'acqua come l'Assiniboine, il Caribou, Churchill, l'Hayes, il Nelson, il Red River del Nord, il Seal, il Whiteshell e il Winnipegl.
La maggior parte della popolazione del Manitoba abita nel sud. La regione si trova all'interno del letto di un lago glaciale preistorico: il Lago Agassiz. Il centro-sud della provincia è pianeggiante, con la presenza di poche colline. Tuttavia, vi sono molte zone collinari e rocciose, insieme con molte grandi dune moreniche risultanti dal ritiro dei ghiacciai. Il Monte Baldy è il punto più elevato a 832 m sul livello del mare, e la Baia di Hudson, sulla costa, il più basso al livello del mare. La parte settentrionale del Manitoba si trova all'interno dello Scudo canadese. Gran parte della provincia è scarsamente popolata, soprattutto il nord.
Solo nella parte meridionale della provincia è presente un'agricoltura di tipo estensivo con allevamenti bovini e coltivazioni cerealicole e dei semi oleosi. Il Manitoba possiede circa il 12% dei terreni agricoli canadesi.

## Storia
Tre differenti tribù nativo americane abitavano la regione dell'odierno Manitoba (da Manitù, lo spirito universale amerindo) prima dell'arrivo degli europei. I Cree, gli Assiniboines e gli Ojibway. I primi erano a loro volta suddivisi in tre sottogruppi, ognuno con un loro differente dialetto e aspetti culturali peculiari; gli Swampy Cree, i Wood Cree e i Plain Cree. Le tribu degli Assiniboines erano alleate a quelle dei Cree. Schematicamente i Chippewya popolavano i territori più settentrionali, i Wood Cree i boschi centro-meridionali, i Plains Cree e gli Assiniboines l'area Sud-Occidentale e gli Objiwa le pianure Sud-Orientali.
I primi europei a giungere nell'odierno Manitoba furono i membri di una spedizione inglese guidata da Thomas Button nel 1612. Sbarcati sulle coste di fronte alla Baia di Hudson passarono l'inverno tra il 1612 e il 1613 sull'estuario del fiume Nelson, rivendicando la regione per la corona britannica. Successivamente un altro equipaggio, guidato da Luke Foxe e Thomas James, sbarcò sulle coste del Manitoba nel 1631.
Nel 1670 il re Carlo II cedette i diritti di commercio e amministrazione di questi territori alla Compagnia della Baia di Hudson. Essi entrarono a far parte dell'immenso territorio conosciuto come Terra di Rupert. Fra gli anni ottanta e novanta del 1600 britannici e francesi costituirono molte stazioni commerciali nella regione, ma questa vicinanza rappresentò ragione di conflitto e tensione crescente fra le due potenze coloniali. Nel 1690 la Compagnia della Baia di Hudson inviò Henry Helsey a esplorare le regioni meridionali del Manitoba, nella speranza che questi riuscisse a convincere alcune tribù native, che vivevano principalmente di caccia ai bisonti, a incominciare un primo commercio di pellame.
Nel 1731 Pierre Gaultier de Varennes, al comando di una spedizione composta da trafficanti e commercianti di pelli, partì da Montréal verso l'entroterra canadese, diretto verso le coste dell'Oceano Pacifico. Durante il suo percorso costruì diversi forti, soprattutto nella regione del Lago Superiore e del fiume Saskatchewan, e passò attraverso la regione meridionale del Manitoba. In queste terre fondò Fort Rouge nel 1738, nell'area dove oggi sorge Winnipeg. Varennes si preoccupò anche di stabilire relazioni amichevoli con le tribù native, per favorirne i commerci di pellame.

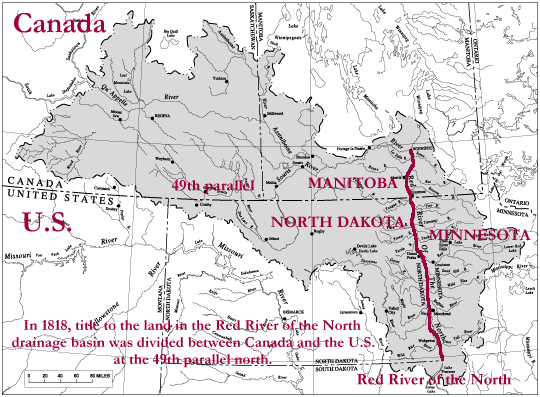
La Colonia di Red River.

Nel 1763, dopo la sconfitta francese nella Guerra franco-indiana, la Francia si vide costretta a cedere la regione ai britannici. In conseguenza, per un periodo seppur breve, la Compagnia della Baia di Hudson usufruì di un monopolio commerciale nell'area che venne interrotto solo con la costituzione della Compagnia del Nord-Ovest negli anni '70 del 1700, ricostituita poi nel 1784 in seguito al suo fallimento. Nella sostanza la Compagnia della Baia di Hudson pur mantenendo il controllo amministrativo del territorio, per decreto del governo del Regno Unito, era obbligata a consentire alla Compagnia del Nord-Ovest a operare nella sua giurisdizione.
Nel 1811 la Compagnia della Baia di Hudson assegnò il controllo di un'ampia regione – 260000 km²) – a Thomas Douglas. Negli anni immediatamente successivi in tale regione, compresa fra l'attuale Manitoba, il Saskatchewan, il Minnesota e il Nord Dakota e conosciuta con il nome di Colonia di Red River, Douglas favorì l'insediamento di numerosi coloni, prevalentemente di origine scozzese e irlandese, per poter dar sviluppo allo sfruttamento agricolo.

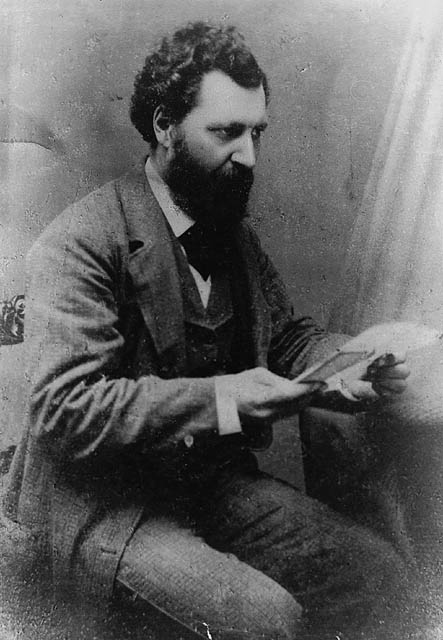
Louis Riel.

Sfortunatamente le ripetute piogge, le forti nevicate e le intense gelate compromisero i raccolti, e questo comportò un periodo di carestia. Gli alimenti incominciarono a scarseggiare e la situazione si aggravò quando nel 1815 la Compagnia della Baia di Hudson impedì ai nativo-americani di commerciare con la rivale Compagnia del Nord-Ovest che possedeva importanti basi operative nella parte Settentrionale della Colonia di Red River e dove tra l'altro si erano insediati principalmente i nuovi coloni.
La situazione precipitò quando la tribù dei Métis, alleata alla Compagnia del Nord-Ovest, attaccò i coloni di Red River. I Métis erano discendenti di popolazioni nativo americane e coloni europei, in prevalenza di lingua francese, che avevano come principale fonte di sostentamento il commercio di prodotti alimentari con la Compagnia del Nord-Ovest. Punto culminante fu la Battaglia di Seven Oaks che si concluse con la vittoria dei Métis, ma le ostilità continuarono fino al 1821, cioè fino a quando le due compagnie rivali si fusero.
Nel 1869 la Gran Bretagna cedette i territori controllati dalla Compagnia della Baia di Hudson al governo del Canada (la Confederazione canadese era nata solo due anni prima, nel 1867 quando la colonia britannica del Canada, il Nuovo Brunswick e la Nuova Scozia si unirono in un unico paese) e con essi anche i territori dell'odierna provincia del Manitoba. Le popolazioni Métis non videro di buon grado questa fusione, perché temevano l'assimilazione alla cultura anglofona che si preannunciava inevitabile. Nel 1869 Louis Riel guidò una rivolta a Fort Gary (l'attuale Winnipeg) che durò fino al 1870 e prese il nome di Ribellione di Red River. In quell'anno il governo canadese, nel tentativo di porre fine alla rivolta cedette ai Métis una Carta dei Diritti all'interno del Manitoba Act che nella sostanza creava il Manitoba. Anche se corrispondeva a solo il 5,6% dell'attuale territorio localizzato nell'area Sud-Est, il 15 maggio 1870 il Manitoba divenne la quinta provincia canadese.
Con l'elevazione al rango di provincia, il Manitoba incominciò ad attrarre un gran numero di nuovi coloni dalle altre regioni canadesi, e il rischio di assimilazione culturale dei Métis divenne sempre più pressante e attuale. In un lasso di tempo brevissimo, tra il 1871 e il 1881 la popolazione raddoppiò, passando da 25 228 a 68 260, e maggioritaria divenne la cultura anglofona. Il governo del Manitoba revocò molti dei diritti concessi con il Manitoba Act ai Métis. Fra le principali garanzie vi era l'accesso all'educazione in francese, ma questa lingua venne fatta passare in secondo piano negli istituti e nelle scuole della provincia. Conseguenza diretta fu che un gran numero di Métis decise di emigrare verso ovest, verso gli attuali Saskatchewan e Alberta.
Sul finire dell'Ottocento l'agricoltura divenne la fonte primaria della ricchezza della provincia, soprattutto per la coltivazione del grano. Il cereale divenne prodotto d'esportazione, soprattutto verso gli Stati Uniti, tanto che nel 1878 venne inaugurata una linea ferroviaria che collegava Winnipeg con Saint Paul nel Minnesota. Nel 1886, con il completamento della linea ferroviaria transcontinentale che collegava le città dell'Est canadese con Vancouver, Winnipeg divenne snodo ferroviario di primaria importanza, e questo favorì ulteriormente l'economia agraria che giovò dei nuovi collegamenti viari per i prodotti da esportare. Dal 1871 i limiti territoriali del Manitoba furono gradualmente estesi, verso nord e verso ovest. La provincia raggiunse l'attuale dimensione nel 1912.

## Società

### Evoluzione demografica
| Anno | Abitanti |
| ---- | -------- |
| 1871 | 25 228   |
| 1881 | 62 260   |
| 1891 | 152 506  |
| 1901 | 255 211  |
| 1911 | 461 394  |
| 1921 | 610 118  |
| 1931 | 700 139  |
| 1941 | 729 744  |
| 1951 | 776 541  |

| Anno | Abitanti  |
| ---- | --------- |
| 1961 | 921 686   |
| 1966 | 963 066   |
| 1971 | 988 247   |
| 1976 | 1 021 506 |
| 1981 | 1 026 241 |
| 1986 | 1 071 232 |
| 1991 | 1 091 942 |
| 1996 | 1 113 898 |
| 2001 | 1 119 583 |

### Città

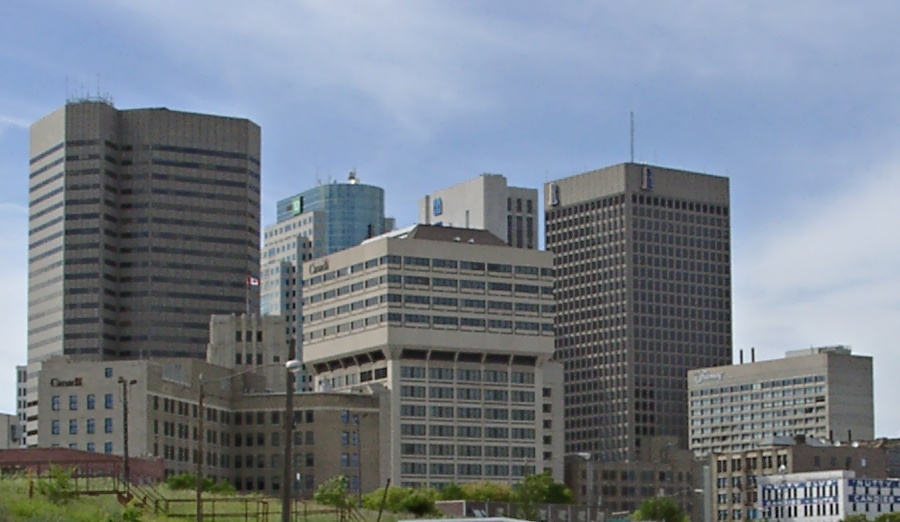
Winnipeg.

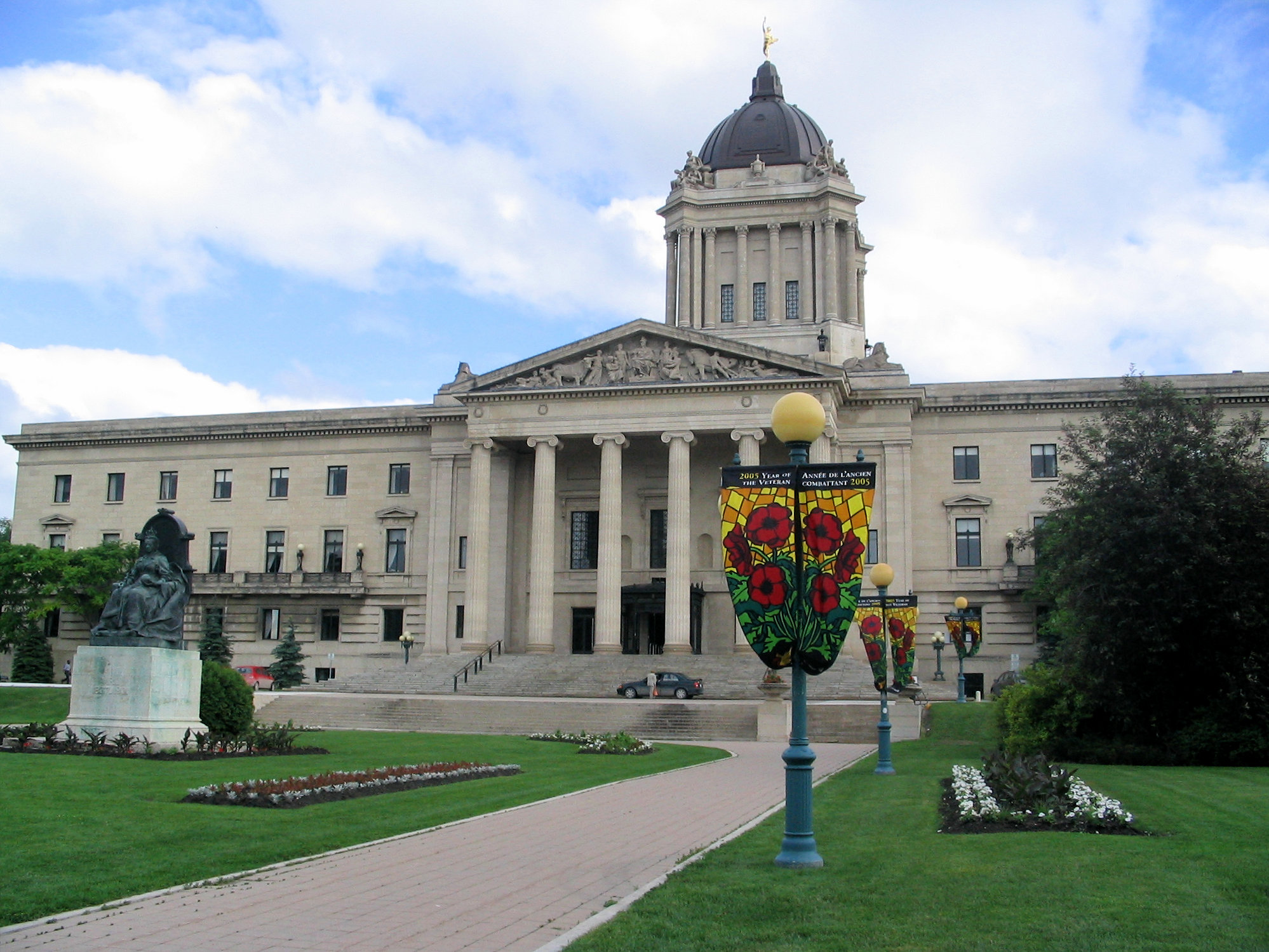
Il Parlamento a Winnipeg.

Il Manitoba possiede un'unica grande città: Winnipeg, che è anche capitale provinciale. Nessun'altra cittadina supera i 50 000 abitanti. Di seguito sono riportate in ordine di grandezza le prime 10 città.
| Le città           | Pop. 2001 | Pop. 1996 |
| ------------------ | --------- | --------- |
| Winnipeg           | 619 544   | 618 447   |
| Brandon            | 39 716    | 39 175    |
| Thompson           | 13 256    | 14 385    |
| Portage la Prairie | 12 976    | 13 077    |
| Springfield        | 12 602    | 12 162    |
| Hanover            | 10 789    | 9 833     |
| St. Andrew         | 10 695    | 10 144    |
| Selkirk            | 9 752     | 9 881     |
| Steinbach          | 9 227     | 8 478     |
| St. Clements       | 9 115     | 8 516     |

## Sport

### Hockey su ghiaccio
Dal 1972 al 1996 sono esistiti i Winnipeg Jets, divenuti poi i Phoenix Coyotes. Dal 2011 è nata una nuova squadra, anch'essa chiamata Winnipeg Jets.

### Football canadese
Per quanto riguarda lo sport, il Manitoba ha un team rappresentativo che gioca nella Canadian Football League, la lega professionistica del football canadese: i Winnipeg Blue Bombers.